# Provincia de Fusa
La provincia de Fusa (総 国 o 捄 国, Fusa no kuni) era una antigua provincia de Japón, en el área de las posteriores provincias de  Shimōsa ("Fusa Baja") y Kazusa ("Fusa Alta"). Cuando se estableció la provincia de Kazusa, incluía el extremo sur de la península de Bōsō, que luego se dividiría como la provincia Awa.
A veces, a esta provincia se le llamó Sōshū (総州).
El territorio de esta antigua entidad se encuentra ubicado actualmente dentro de la prefectura de Chiba y el sur de la prefectura de Ibaraki.

## Topónimo actual
Aunque la provincia de Fusa se dividió en Shimōsa y Kazusa desde la antigüedad, el topónimo Fusa ha sobrevivido hasta los tiempos modernos en el nombre de una aldea (布佐村 Fusa-mura), más tarde convertida en una población (布佐町 Fusa-machi), que ahora forma la parte este de la ciudad de Abiko a lo largo de la orilla sur del río Tone. También, existe la estación Fusa (布佐駅) en la rama férrea en Abiko de la Línea Narita de JR East Japan, ubicada en el barrio Fusa de esa ciudad de Abiko.